# 麥金托什縣 (奧克拉荷馬州)
麥金托什縣（英語：McIntosh County）是美国奧克拉荷馬州東部的一個縣，面積1,845平方公里。根据2020年美國人口普查，共有人口18,941人。縣治尤福拉（Eufaula）。該縣成立於1907年7月16日，縣名紀念四位克里族領袖。